# Павловский, Анатолий Иванович
Анато́лий Ива́нович Павло́вский (20 октября 1926, Днепропетровск — 22 августа 1990, Ленинград) — советский военачальник, генерал-полковник авиации (1981). Заслуженный военный лётчик СССР (1973). Военный летчик первого класса.

## Юность и начало военной службы
Родился в семье рабочего. Отец Павловский Иван Савельевич, белорус, погиб на фронте в 1941 году, мать Столяренко (Бокова) Ольга Герасимовна. Русский. В начале Великой Отечественной войны был эвакуирован на Урал в город Алапаевск Свердловской области. В 1942 году окончил школу фабрично-заводского обучения в посёлке Нейво-Шайтанский. Работал подручным сталевара, с марта 1943 года — чертёжником на Алапаевском металлургическом заводе в городе Алапаевск Свердловской области.
В Красном Флоте с июля 1944 года. В 1945 году окончил 3-ю спецшколу ВВС ВМФ, в 1946 году — Военно-морское минно-торпедное авиационное училище имени С. А. Леваневского в Николаеве. Как один из лучших выпускников оставлен в училище лётчиком-инструктором. С июля 1948 по 1953 год служил в 568-м минно-торпедном авиационном полку ВВС ВМФ 16-й смешанной авиационной дивизии 7-го ВМФ (г. Корсаков Сахалинской области): лётчик, с 1951 — командир звена. Затем был направлен на учёбу.
В 1956 году окончил  с золотой медалью командный факультет Военно-морской академии имени К. Е. Ворошилова. С 1956 года командовал эскадрильей в 920-м минно-торпедном авиационном полку ВВС ВМФ 128-й минно-торпедной авиационной дивизии ВВС ВМФ ВВС Балтийского флота. С ноября 1957 — заместитель командира по лётной подготовке, а с мая 1960 года — командир 240-го тяжело-бомбардировочного авиационного полка ВВС ВМФ 57-й тяжело-бомбардировочной авиационной дивизии ВВС ВМФ ВВС Балтийского флота. С апреля 1961 года — командир 12-го минно-торпедного авиационного полка ВВС ВМФ (вскоре был переформирован в 12-й отдельный морской ракетоносный авиационный полк) ВВС Балтийского флота.

## Служба на высших должностях
В 1962 годы опять был переведён на Тихий океан и назначен командиром 3-й морской ракетоносной авиационной дивизии ВВС Тихоокеанского флота. Части дивизии выполняли в числе прочих, боевые задачи по отслеживанию и сопровождению в открытом океане авианосных ударных групп и иных корабельных сил ВМС США в условиях «Холодной войны». С января 1967 года — заместитель командующего, а с декабря 1970 года — командующий ВВС Тихоокеанского флота. В ВМФ СССР известен как один из первых командиров частей морской ракетоносной авиации и пионеров освоения их тактики.
С августа 1976 года — командующий ВВС Балтийского флота. С 1984 года служил начальником управления в Центральном НИИ военного кораблестроения в Ленинграде. С 1987 года — в запасе.
Член КПСС.
Жил в Ленинграде. Умер 22 августа 1990 года. Похоронен на Серафимовском кладбище в Санкт-Петербурге.

## Награды
- орден Октябрьской Революции (1979)
- два ордена Красного Знамени (1968; 1974)
- орден Отечественной войны 2-й степени (1985)
- два ордена Красной Звезды (1956; 1963)
- медали СССР
- иностранные награды
  - орден Орден Полярной звезды (Монголия, 1971)
  - Медаль «Братство по оружию» (Польша, 1979)
- Заслуженный военный лётчик СССР (1973)

## Высшие воинские звания
- генерал-майор авиации (18.06.1965)
- генерал-лейтенант авиации (08.10.1971)
- генерал-полковник авиации (10.02.1981)